# Osphradie

Schéma d'un hypothétique mollusque ancestral dont l'osphradie est indiquée à l'extrême droite de l'image, à l'intérieur de la cavité palléale.

L'osphradie, ou osphradium est un organe sensoriel présent chez six des huit classes de mollusques existantes. Elle est située dans la cavité palléale.

## Fonction
Il n'est pas encore certain quelle est la fonction principale de l'osphradie. Elle est utilisée pour détecter la présence de limon dans l'eau environnante, et pour détecter d'éventuelles particules de nourriture. Elle est aussi utilisée chez plusieurs espèces pour détecter la présence de lumière.

## Anatomie
L'osphradie est une poche d'épithélium sensoriel pigmenté. Elle est située dans la cavité palléale, adjacente au cténidie. Il y a parfois deux osphradies.

## Cladistique
L'osphradie est parfois considérée par les malacologues comme une synapomorphie des mollusques. Cependant, elle est absente chez les monoplacophores et les scaphopodes, et parmi les céphalopodes, seul le nautile semble posséder un ensemble d'osphradies. 
De plus, il semble que le terme « osphradie » soit utilisé pour désigner deux types d'organes ayant évolué indépendamment, et dont la structure, la fonction, l'innervation et le développement sont très différentes. Chez le nautile, on retrouve les deux types d’osphradies.
L'osphradie pourrait alors plutôt être décrite comme une symplésiomorphie au sein des mollusques.